# Jablonná – mokřad
Přírodní památka Jablonná – mokřad byla vyhlášena v roce 2011 a nachází se u vesnice Horní Hbity v okrese Příbram. Na stejném území byla v roce 2005 vyhlášena stejnojmenná evropsky významná lokalita (pod číslem CZ0213789). Lokalita spadá do geomorfologického celku Benešovská pahorkatina.
Hlavním předmětem ochrany je tu mokřadní biotop, kde se výskytuje především kuňka obecná (Bombina bombina). Jsou tu ale i další druhy obojživelníků jako čolek velký (Triturus cristatus), čolek obecný (Lissotriton vulgaris), blatnice skvrnitá (Pelabates fuscus), skokan zelený (Pelophylax esculentus) či ropucha obecná (Bufo bufo).

## Výzkum území a problémy
Jablonský mokřad se do hledáčku ochrany přírody dostal při první fázi mapování lokalit NATURA 2000. Byla zde zjištěna jedna z nejpočetnějších populací kuňky obecné v ČR (odhad byl minimálně vyšší tisíce adultů), další průzkumy potvrdily reprodukci celé řady dalších druhů obojživelníků. Z těch vzácnějších lze jmenovat např. čolka velkého nebo blatnici skvrnitou (oba druhy v obrovských abundancích). Lokalita byla v té době v podstatě celoplošně zarostlá porostem přesličky poříční, což bylo z hlediska obojživelníků možné považovat za stav blížící se optimu. Po roce 2012 však nastala série nežádoucích změn, které v konečném důsledku vedly k totální degradaci lokality a poklesu početnosti kuněk, ale i ostatních obojživelníků cca o dva řády. V mokřadu totiž došlo k prakticky úplnému zániku porostu přesličky (stalo se tak v důsledku souhry řady faktorů, kdy posledním hřebíčkem bylo divoké nasazení ryb, včetně amurů). Do uvolněného prostoru začal rychle expandovat porost orobince širolistého. Velká část dna vodní nádrže se odtrhla (tlející kořenové systémy rostlin), a vytvořila tak obrovský plovoucí ostrov. Tento ostrov následně masivně osídlil orobinec, který pak během několika let zazemnil prakticky celou plochu mokřadu. Ruku v ruce s tím rychle klesaly počty obojživelníků, kteří se zde mohli úspěšně množit, a kolem roku 2019 již začal reálně hrozit zánik celé lokality v krátkém časovém horizontu.

## Revitalizace
V roce 2021 byla v lokalitě provedena revitalizace odbahněním a eliminací porostů orobince. Jejím cílem byla úplná likvidace nežádoucího porostu této rostliny a iniciace procesů, které povedou k návratu druhově pestrých litorálních porostů v čele s přesličkou poříční. Při obhlídce lokality v květnu 2021, kdy byl projekt ve fázi rozpracovanosti, a to přibližně v polovině, byl zjištěn následující stav: Bahno a zemina byla z vodní nádrže vybagrována a uložena do mezideponií. Na území přírodní památky se objevila stavební suť a jiný odpad ze starší černé skládky, což bylo patrné zvláště v blízkém okolí severojižní průjezdové cesty přes chráněné území. Ve větší nádrži, nazývané místními Jezero, a v menší míře rovněž v malé nádrži, respektive mokřadu, byly zaznamenány kuňky obecné a některé další druhy žab. Dle písemného sdělení starosty obce Jablonná Davida Větrovského a dozorujícího zoologa Davida Fischera došlo k úplnému dokončení revitalizace v říjnu 2021. V listopadu 2021 již byla větší část zeminy z lokality odvezena na přilehlé polnosti a severojižní průjezdová cesta i její okolí upraveny. Na místě vyvezených mezideponií zeminy byl terén upraven cíleně tak, aby zde vznikly chudší (na vyvýšených místech až stepní) trávníky s úkryty pro plazy a hmyz (formace z balvanů, vytrhaných pařezů). V padlině vznikne přirozený podmáčený porost. Menší nádrž bude odbahněna v další etapě prací. Odpady, které jsou pozůstatkem černých skládek z minulosti, mají být v letech 2021-2022 průběžně likvidovány. Následný monitoring lokality ukázal značnou rychlost obnovy vodního ekosystému – nejenže se zde vystřídaly obrovské masy pulců skokanů štíhlých, blatnic, rosniček zelených a komplexu zelených skokanů, ale zaznamenány byly i minimálně stovky kuněk z daného roku. Po letech zde byl opět prokázán čolek velký. Navíc se v mokřadu objevilo několik velmi vzácných druhů vážek, z rostlin pak kupříkladu bujné porosty bublinatky jižní nebo několika druhů rdestů (v případě rdestu ostrolistého se přitom jedná o druhou známou lokalitu na celém Příbramsku).
Výsadba malé smrkové a borové monokultury na jihovýchodním okraji lokality byla provedena vlastníkem pozemku již dříve, bez souvislosti s revitalizací.

## Fotogalerie

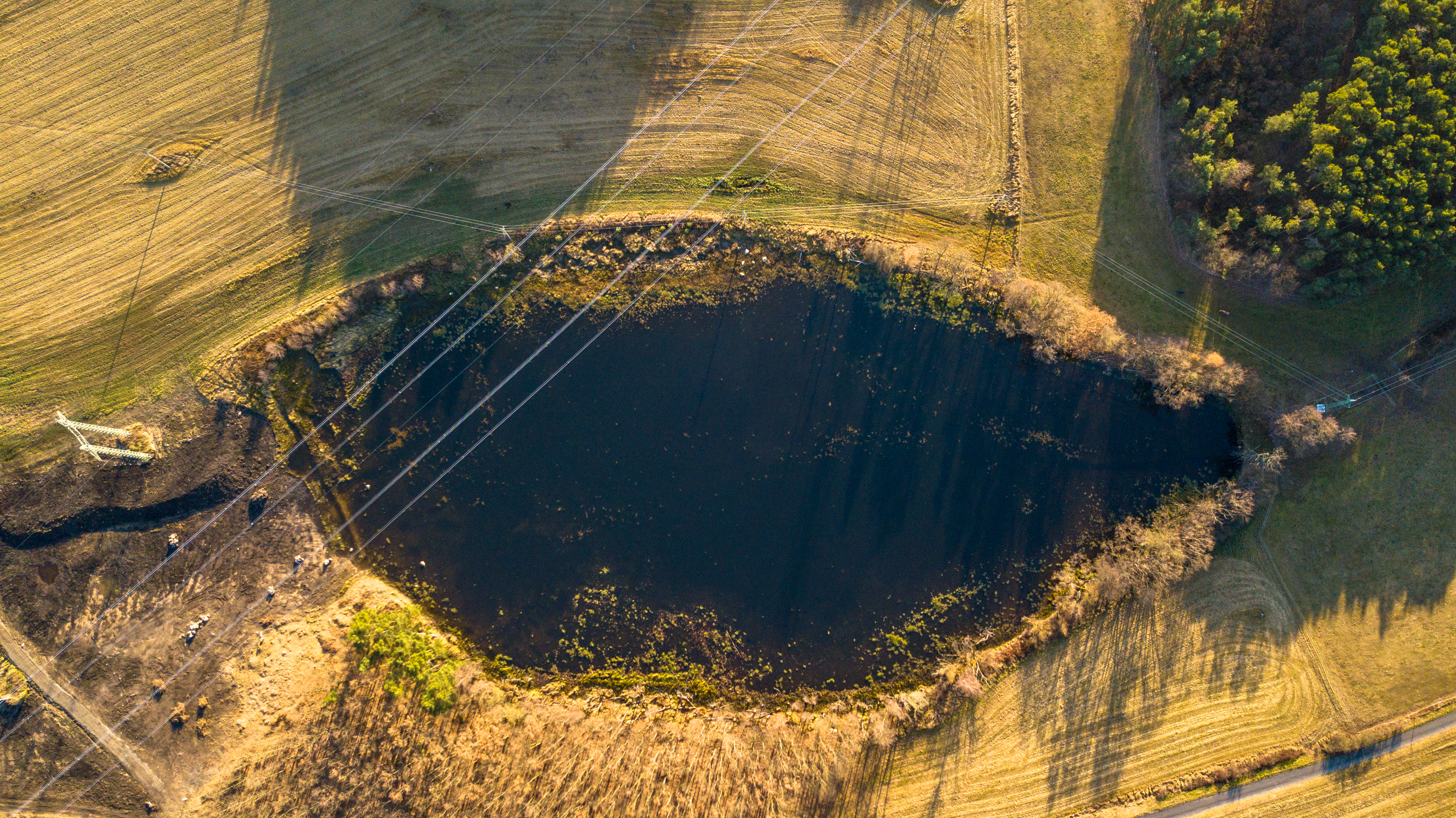
celkový pohled z ptačí perspektivy
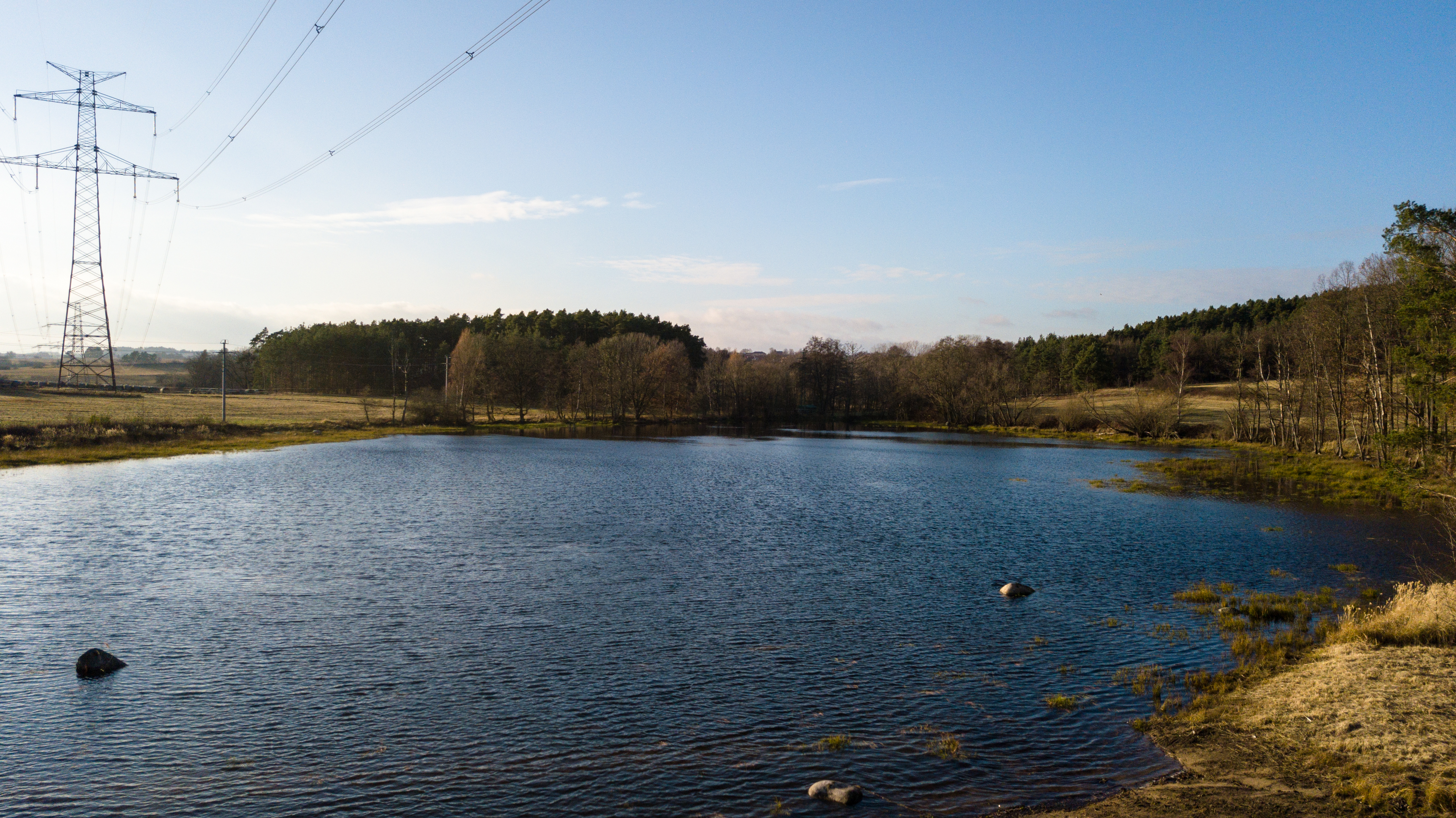
jezero v listopadu 2021
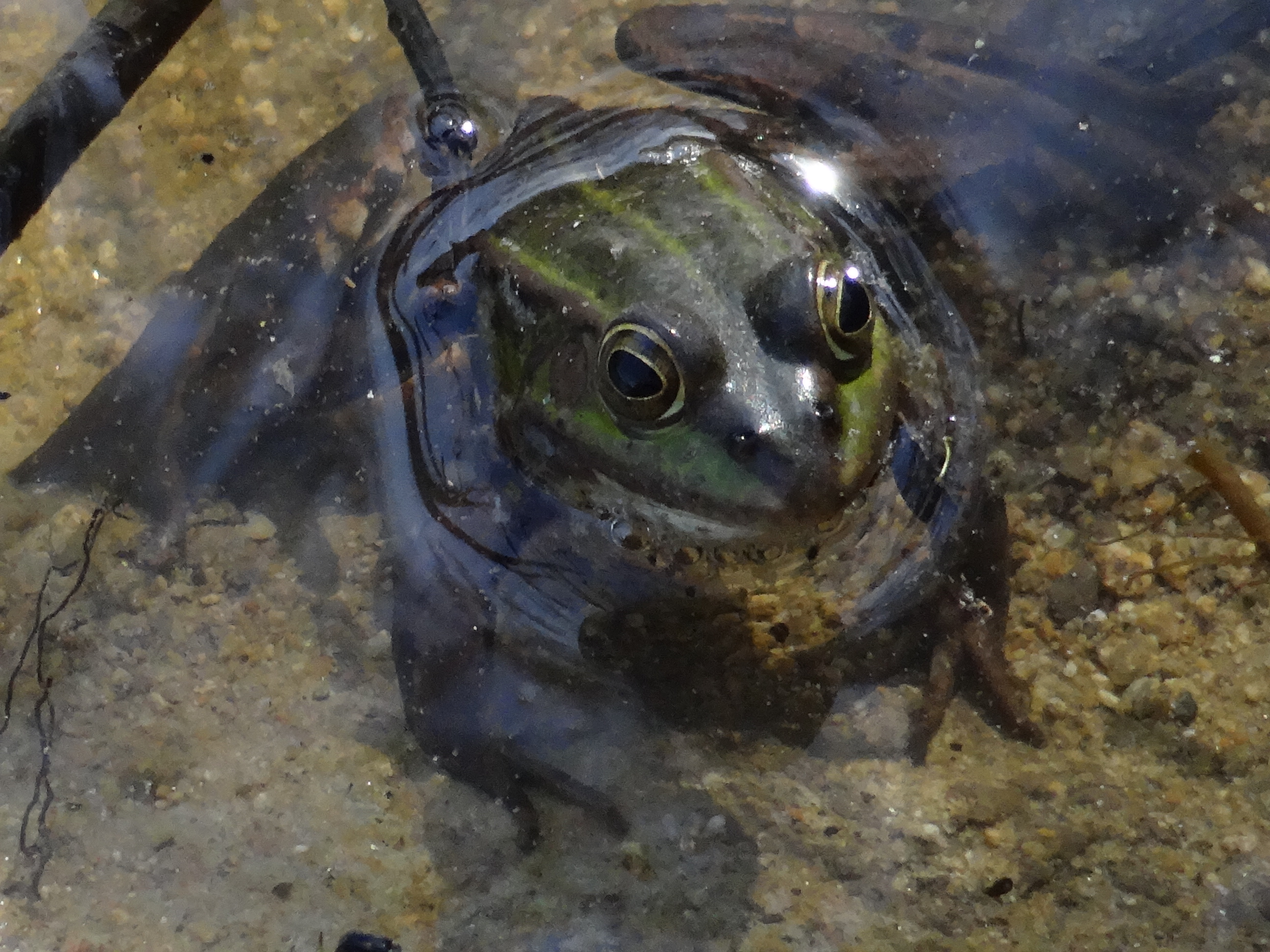
fauna obojživelníků
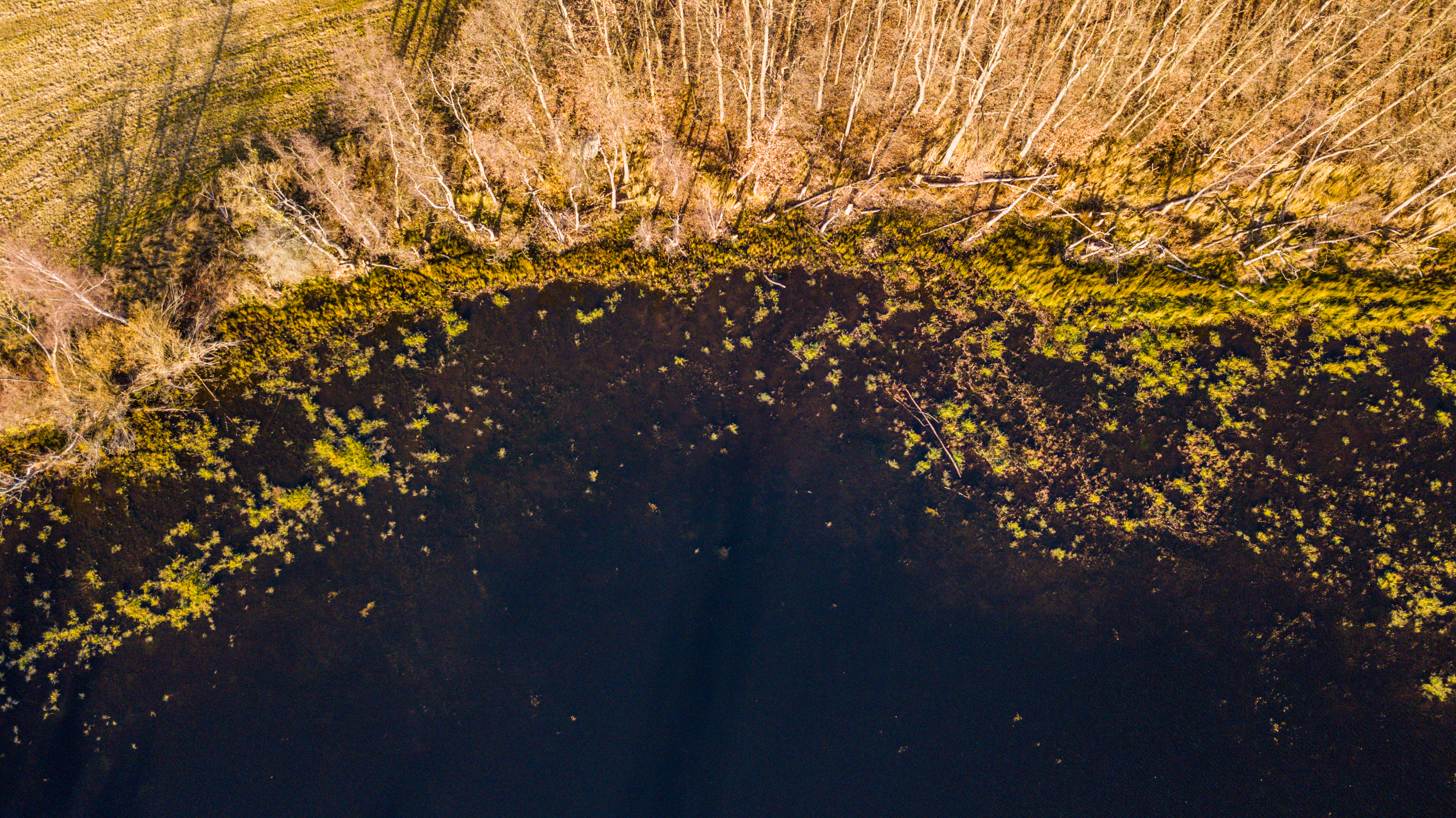
pobřežní porosty z výšky
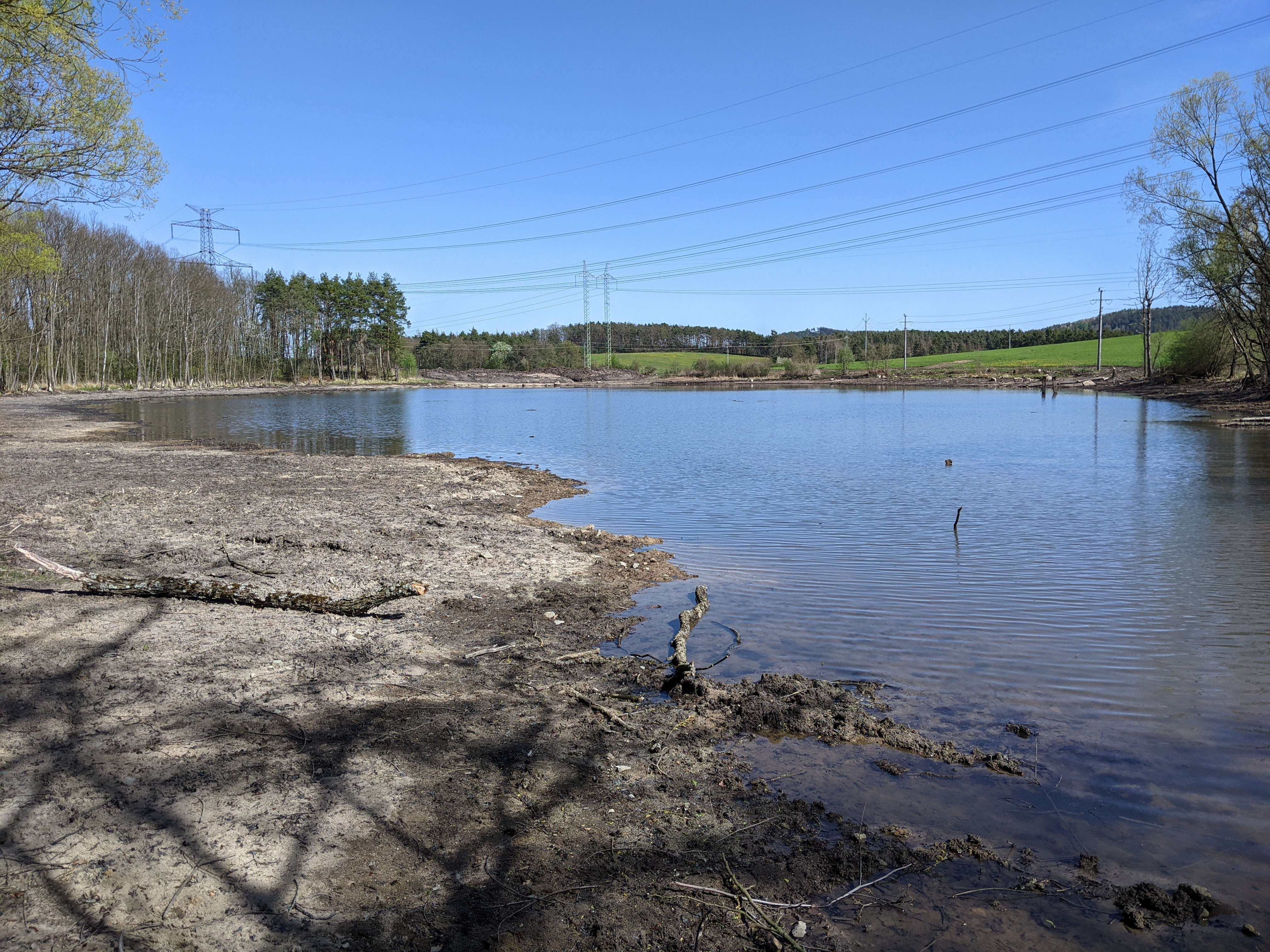
jezero v průběhu revitalizace
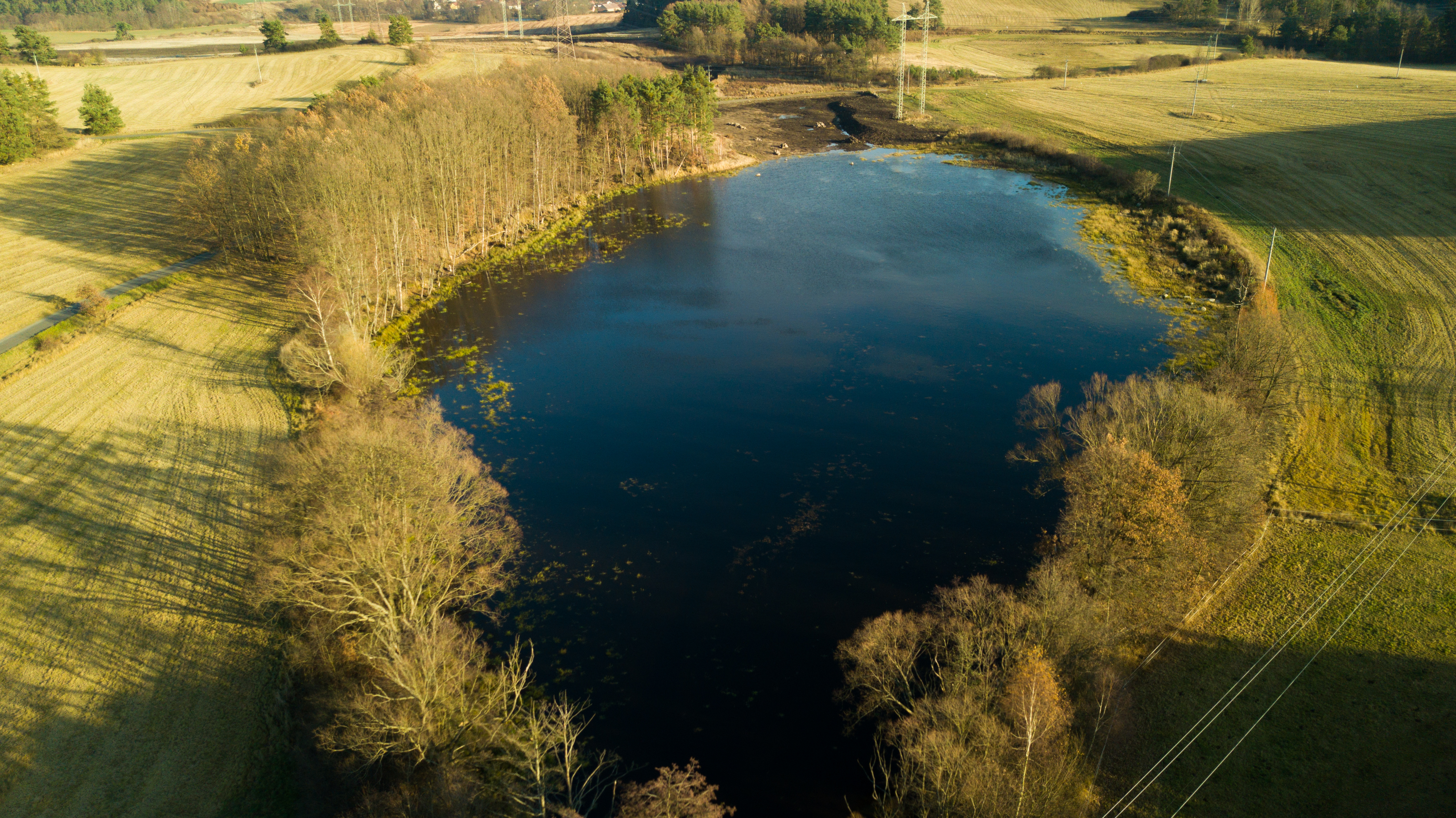
jiný pohled z ptačí perspektivy